# Episodi di South Park (ventitreesima stagione)
La ventitreesima stagione della serie televisiva South Park, composta da 10 episodi, è stata trasmessa negli Stati Uniti su Comedy Central dal 25 settembre all'11 dicembre 2019.
L'edizione italiana è stata trasmessa dal 10 ottobre al 12 dicembre 2019 su Comedy Central, tranne l'ultimo episodio La neve di Natale che è stato censurato a causa di alcune scene controverse che vedevano Babbo Natale e Gesù fare uso di cocaina. Tale episodio è stato pubblicato, insieme alle ventitreesima stagione, su Prime Video il 21 gennaio 2021.
Tutti gli episodi sono stati scritti e diretti da Trey Parker.
| nº | Titolo originale                | Titolo italiano                              | Prima TV USA      | Prima TV Italia  |
| -- | ------------------------------- | -------------------------------------------- | ----------------- | ---------------- |
| 1  | Mexican Joker                   | Il Joker messicano                           | 25 settembre 2019 | 10 ottobre 2019  |
| 2  | Band in China                   | Una band in Cina                             | 2 ottobre 2019    | 10 ottobre 2019  |
| 3  | Shots!!!                        | Vaccini                                      | 9 ottobre 2019    | 17 ottobre 2019  |
| 4  | Let Them Eat Goo                | Che mangino sbobba                           | 16 ottobre 2019   | 24 ottobre 2019  |
| 5  | Tegridy Farms Halloween Special | Le fattorie dell'onestà - Speciale Halloween | 30 ottobre 2019   | 7 novembre 2019  |
| 6  | Season Finale                   | L'ultima erba                                | 6 novembre 2019   | 14 novembre 2019 |
| 7  | Board Girls                     | Le ragazze e i giochi da tavolo              | 13 novembre 2019  | 21 novembre 2019 |
| 8  | Turd Burglars                   | Ladri di feci                                | 27 novembre 2019  | 5 dicembre 2019  |
| 9  | Basic Cable                     | TV via cavo                                  | 4 dicembre 2019   | 12 dicembre 2019 |
| 10 | Christmas Snow                  | La neve di Natale                            | 11 dicembre 2019  | 21 gennaio 2021  |

## Il Joker messicano
- Titolo originale: Mexican Joker

### Trama
Dopo gli eventi della precedente stagione, Randy Marsh guida un gruppo turistico alla sua fattoria di marijuana Tegridy Farms, mostrando come sia cresciuta e ampliata nel tempo. Mentre Eric Cartman si lamenta con Stan Marsh dei cambiamenti della fattoria, Randy nota che i suoi ordini sono diminuiti. Quando visita Stephen Stotch per consegnare personalmente della marijuana, scopre che Stephen e altri a South Park hanno iniziato a coltivare la propria marijuana e Randy promette di fare qualcosa. Stan viene costretto da Randy a chiedere al consiglio comunale di South Park di vietare le fattorie private di marijuana, ma il consiglio respinge il suggerimento e Randy è arrabbiato al punto di denunciare tutti gli abitanti di South Park. Successivamente, Randy viene visitato da rappresentanti di MedMen e si accordano per lavorare insieme. Il partner di Randy, Asciughino, è sconvolto dal fatto che Randy abbia deciso di svendersi alle multinazionali e se ne va disgustato.
Cartman è testimone di un gruppo di agenti dell'ICE, portando all'arresto il lavoratore ispanico di Stephen Stotch, accusando Randy di tale soffiata. e separandolo dalla sua famiglia. Cartman fa una chiamata minacciosa a Kyle Broflovski, il quale viene interrotto subito dopo dagli agenti dell'ICE che fanno irruzione in casa Broflovski e dividono la famiglia. Quando Kyle arriva in un centro di detenzione dell'ICE e lo staff scopre di essere ebreo, si rendono conto che devono far uscire Kyle il prima possibile per non rischiare di essere giudicati razzisti. Mentre gli agenti dell'ICE si scusano con Kyle, quest'ultimo chiede lo status degli altri bambini nel campo e li avverte che lo stress e l'ansia sui bambini potrebbero portare alla possibilità che uno di loro diventi un Joker Messicano. Gli agenti esprimono preoccupazione e si chiedono quale bambino nel loro campo sia il prossimo Joker Messicano. Più tardi, un nuovo autobus di bambini arriva al campo insieme a Cartman. Cartman si rende conto che il centro di detenzione potrebbe ricordare a Kyle dei campi di concentramento nazisti e si sente dispiaciuto per le sue azioni, mentre Kyle escogita un piano per far fuggire tutti.
Una serie di esplosioni in tutta South Park provoca la distruzione di tutti i campi di marijuana privati e la polizia sospetta immediatamente che sia stata colpa del Joker Messicano. Kyle e gli altri bambini trasformano le loro coperte di alluminio in kippah per renderli ebrei nel tentativo di convincere gli agenti a liberarli tutti, tuttavia l'agente principale dell'ICE impazzisce, credendo di essere in un flashback alle origini del Joker Messicano. Quindi comincia a sparare e uccidere gli altri agenti dell'ICE, scappando nel panico. Più tardi, Randy celebra le vendite restaurate dei prodotti di Tegridy Farms.
- Ascolti USA: telespettatori 923.000 – rating/share 18-49 anni.[4]

## Una band in Cina
- Titolo originale: Band in China

### Trama
Randy vuole vendere la sua cannabis anche nel mercato cinese ma finisce per essere trattenuto dalle autorità all'arrivo. Stan, Kenny, Jimmy e Butters formano una band death metal, che attira un cineasta che vuole personalizzare il loro film biografico per il pubblico cinese. Randy riesce a convincere le autorità cinesi a vendere il suo prodotto dopo aver ucciso Winnie the Pooh, mentre Topolino, anch'egli in Cina per motivi affaristici, riesce a espandere il business della Disney.
- Ascolti USA: telespettatori 731.000 – rating/share 18-49 anni.[5]

## Vaccini
- Titolo originale: Shots!!!

### Trama
Sharon si arrabbia a causa degli sforzi egocentrici con cui Randy sceglie di celebrare una pietra miliare raggiunta dalla loro fattoria. La paura di Cartman per gli aghi lo spinge ad esprimere timori sul fatto che i vaccini possano renderlo "artistico".
- Ascolti USA: telespettatori 947.000 – rating/share 18-49 anni.[6]

## Che mangino sbobba
- Titolo originale: Let Them Eat Goo

### Trama
I cittadini di South Park decidono di adottare una dieta completamente a base vegetale, con Randy che apre "Tegridy Burger", un fast food che serve prodotti a base vegetale, ispirandosi a un panino simile di Burger King. Nel frattempo, Cartman è sicuro che il nuovo cibo nella mensa gli abbia causato un attacco di cuore.
- Ascolti USA: telespettatori 777.000 – rating/share 18-49 anni.[7]

## Le fattorie dell'onestà - Speciale Halloween
- Titolo originale: Tegridy Farms Halloween Special

### Trama
Nel giorno di Halloween, Randy cerca di affrontare il problema della marijuana di sua figlia. Nel frattempo, Butters visita il museo di Denver dove trova un manufatto egiziano, che poi si rivelerà essere maledetto, causando scompiglio a South Park. Intanto Shelly, la figlia di Randy, si vendica del padre versando una specie di pozione sulla Marijuana, che cresce a dismisura per la sorpresa di Randy e Asciughino. Tuttavia, durante la festa a Tegridy Farms, gli invitati si trasformano in mostri dopo aver fumato l'Halloween Special, mentre Randy viene attaccato dallo zombie di Winnie the Pooh; stuprato da Harvey Weinstein; nonché dalle mucche che erano state uccise da Randy e Asciughino durante l'episodio precedente. Tuttavia, si era trattato solo di allucinazioni causate dalla marijuana alterata.
- Ascolti USA: telespettatori 838.000 – rating/share 18-49 anni.[8]

## L'ultima erba
- Titolo originale: Season Finale

### Trama
Randy è accusato di aver bombardato campi di marijuana privati e vuole che il presidente Garrison lo aiuti a difendersi. Nel frattempo, la famiglia White (apparsa nell'ultimo episodio della ventunesima stagione) adotta due bambini detenuti dall'ICE dopo la morte del loro figlio Jason, investito da un automobile mentre giocava a football. Ciononostante, Alejandro, il più grande dei due bambini, cova rancore verso gli Stati Uniti, a causa della deportazione dei suoi veri genitori da parte dell'ICE. Dopo l'ennesimo abuso da parte del signor White, Alejandro impazzisce e mette a ferro e fuoco la città di South Park, divenendo così quel "Joker messicano" tanto temuto. In seguito a questo evento, Randy Marsh, inizialmente accusato di essere il "Joker messicano", viene scagionato. 
- Ascolti USA: telespettatori 842.000 – rating/share 18-49 anni.[9]

## Le ragazze e i giochi da tavolo
- Titolo originale: Board Girls

### Trama
Donna Forte ha a che fare con un atleta transgender. Quando delle ragazze decidono di entrare in un club di videogiochi per ragazzi, i ragazzi si oppongono, tuttavia le ragazze si dimostrano essere più forti.
- Ascolti USA: telespettatori 848.000 – rating/share 18-49 anni.[10]

## Ladri di feci
- Titolo originale: Turd Burglars

### Trama
Kyle diventa ossessionato dai microbi. Nel frattempo, Cartman, Kenny e Stan prendono le feci di Sheila in modo tale da poterle cambiare con il nuovo gioco di Guerre Stellari, Star Wars Jedi: Fallen Order.
- Ascolti USA: telespettatori 657.000 – rating/share 18-49 anni.[11]

## TV via cavo
- Titolo originale: Basic Cable

### Trama
Le speranze di Scott Malkinson con la sua nuova ragazza Sophie dipendono dal fatto che riesca ad ottenere il servizio di streaming Disney+, tuttavia il padre Clark intraprende una missione per cercare di fermare tutte le serie televisive in streaming a South Park.
- Ascolti USA: telespettatori 798.000 – rating/share 18-49 anni.[12]

## La neve di Natale
- Titolo originale: Christmas Snow

### Trama
Babbo Natale visita South Park, togliendo tuttavia tutta la gioia dal Natale con i suoi avvertimenti sulla guida in stato di ebbrezza, covincendo la contea a vietare la vendita di alcolici durante le festività. Randy aiuta quindi i cittadini ad entrare nello spirito natalizio vendendo loro marijuana e, a seguito dell'ordine della contea che ne vietava la vendita sino al 2 gennaio, cocaina.
- Ascolti USA: telespettatori 805.000 – rating/share 18-49 anni.[13]